# Haemulopsis nitidus
Haemulopsis nitidus är en fiskart som först beskrevs av Steindachner, 1869.  Haemulopsis nitidus ingår i släktet Haemulopsis och familjen Haemulidae. IUCN kategoriserar arten globalt som livskraftig. Inga underarter finns listade i Catalogue of Life.